# 달력 이야기
《달력 이야기》(일본어: 暦物語 코요미모노가타리[*])는 니시오 이신의 청춘 괴이 소설이다. 〈이야기〉 시리즈의 제 11탄 (통권 14권째)이며, 고단샤BOX에서 2013년 5월 20일부터 간행되었다. 일러스트는 VOFAN이 담당하였다. 대한민국에서는 학산문화사에서 2016년 3월 25일에 발매했다.

## 개요
현대의 괴이를 그려서 대히트한 《괴물 이야기》의 후를 그린 〈이야기〉 시리즈 파이널 시즌의 제 2탄. 파이널 시즌은 《빙의 이야기》 《오와리모노가타리》 《조쿠오와리모노가타리》의 3부작으로 완결될 예정이었지만, 2005년에 발표된 제 1작 "바케모노가타리"에서 시간이 꽤 지났고, 한 번 이야기를 되돌아보자는 의도에서 본서가 나왔다.
화수(話數)는 본작에서는 리셋 되었다. 제 1화 "코요미 스톤"에서 제 12회"코요미 데드"까지 열두편의 단편에서, 주인공 아라라기 코요미(阿良々木暦)의 고등학교 3학년 때를 돌아보는 내용이다. 다만, 총집편이라는 것이 아니라, 각각의 에피소드에서 지금까지 이야기되지 못한 사건이 담겼다.책의 뒷말을 포함해서 447페이지로, 시리즈 중에서 가장 페이지 수가 많은 책이다.
12화 구성이며, VOFAN의 삽화는 12장, 각각의 이야기에 등장하는 주인공이 그려져 있다. 오시노 오우기(忍野扇)와 가엔 이즈코(臥煙伊豆湖)는 처음으로 삽화에 등장했지만, 모든 캐릭터가 얼굴은 보이지 않게 그려졌다. 이를 사용한 포스트 카드 세트도 2013년 6월에 발매되었다.
패키지 일러스트는 카게누이 요즈루(影縫余弦)가 그려져 있다. 소설의 삽화에 요즈루가 그려지는 것은 이번이 처음.
판매 부수는 2013년 5월 26일까지 2주간에 약 16만부. 또, 전작 《빙의 이야기》, 그 전 작품 《사랑 이야기》와 같이 BOOK(종합) 랭킹에서 2주 연속 1위를 차지했다.
2016년 1월 9일 앱을 통해 방영예정이다.

## 줄거리

### 코요미 스톤
4월 초순, 아라라기 코요미는 반 친목회 회의 때, 위원장인 하네카와 츠바사(羽川翼)한테서 불가사의한 돌의 이야기를 듣는다. 학교 내 화단에 작은 사당이 세워져 있고, 거기에 기묘한 돌이 모셔지고 있다고 한다. 봄 방학에 흡혈귀 관련 사건에서 5백만엔의 빚을 지어버린 코요미는, 이 이야기를 괴이 전문가인 오시노 메메(忍野メメ)에게 팔것으로 상환에 충당하려 계획하다.

### 코요미 플라워
5월 초순, 센조가하라 히타기(戦場ヶ原ひたぎ)가 안고 있던 게(蟹)의 괴이 사건이 해결된 다음날, 코요미는 히타기에게서 이상한 이야기를 듣게 된다. 그 이야기를 확인하기 위해, 코요미는 사립 나오에츠 고등학교 옥상에 침입했는데, 그곳에는 히타기가 말한 대로 새로운 꽃다발이 놓여 있었다. 히타기도 괴이에 관련된 것으로 오시노 메메에게 빚을 지어버렸기 때문에, 이 이야기로 상환에 충당하려고 한다.

### 코요미 샌드
6월 중순, 오시노 메메가 이 마을을 떠난 지 며칠이 지난 어느 날의 일. 코요미는 하치쿠지 마요이(八九寺真宵)한테서 불가사의한 모래의 이야기를 듣게 된다. 어떤 모래밭이 귀신의 얼굴 모양이 보인다는 것이다. 코요미는 한밤중에 공원으로 발을 옮기고, 사건의 진상을 확인하다.

### 코요미 워터
7월 모일, 코요미는 방을 정리하기 위해 후배의 칸바루 스루가의 집을 찾는다. 방의 청소를 끝낸 코요미는 스루가에게서 목욕을 하고 가라고 권유당한다. 그리고 그 목욕물에 사용되고 있다는 불가사의한 물의 이야기를 들려준다. 그 물에는 미래의 결혼 상대의 모습이 보이는 것이라고 말한다.

### 코요미 윈드
8월 초순, 사기꾼이 유포한 불길한 주술의 사건이 해결된 어느 날의 일. 센고쿠 나데코는 그 뒤 사후 보고라는 답례로 코요미의 집을 찾았다. 코요미와 나데코는 사기꾼이 어떻게 주술의 소문을 유포했는지를 생각한다.

### 코요미 트리
9월 하순, 코요미는 여동생인 카렌과 함께 카렌이 다니는 가라테 도장을 찾았다. 카렌이 말하길, 그 도장에 불가사의한 나무가 있고 문하생들이 그것을 베고 싶어 한다는 것이었다. 코요미는 언제부터 존재했는지도 모르는 그 나무의 수수께끼에 대해서 생각한다.

### 코요미 티
10월 모일, 코요미는 여동생인 츠키히의 상담을 들어주게 됐다. 츠키히가 소속된 다도부에 불가사의한 괴물의 소문이 돌고 있다고 한다. 츠키히는 전혀 그것을 믿지 않았지만, 불가사의한 소문을 믿는 다른 부원들과 잘 맞지 않다는 것.

### 코요미 마운틴
11월 상순, 코요미는 오우기에게 이끌려 키타시라헤비 신사를 찾았다. 이상하게도 코요미는 오우기에게 이끌린 이유가 기억 나지 않았다. 이 신사가 만들어진 것은 길이 정비되기 훨씬 전이니, 목재의 운반은 매우 어려웠을 것. 오우기는 키타시라헤비 신사 건설의 수수께끼에 대해서, 코요미에게 묻는다.

### 코요미 토러스
12월, 코요미는 히타기의 수제 도넛을 받는다. 시노부는 냄새를 맡다가 바로 일어나지만, 미스터 도넛이 아니었기 때문에 낙담한다. 그러나 하나를 먹고 흥분해서, 나머지 네개도 먹으려 한다. 그러나 코요미가 안된다고 하자, 시노부는 남은 도넛도 먹기 위해 승부를 제안한다.

### 코요미 시드
1월 중순, 대학 입시 센터 시험을 보고 돌아오는 길, 코요미는 길에서 요츠기를 만났다. 그녀는 요즈루의 부탁을 받고 무언가를 찾고 있다고 말한다. 코요미는 공부에 바쁘지만 그냥 가기도 찝찝하다. 그렇기에 그녀를 도우기로 한 코요미였지만, 요츠키의 태도는 몹시 나쁘다.

### 코요미 낫싱
2월 하순, 코요미는 키타시라헤비 신사에 거처를 마련한 요즈루를 찾아간다. 흡혈귀의 힘을 마음대로 쓸 수는 없기 때문에, 체술을 단련하기 위해 요즈루에게 도움을 요청한다. 거기에서 코요미는, 요즈루와 요츠기의 정확한 관계에 대해서 요즈루에게 묻는다.

### 코요미 데드
3월 중순, 대학 입시 시험 날 아침. 코요미는 요즈루가 없어진 키타시라헤비 신사를 매일 찾아가게 되었다. 그곳에서 코요미를 기다렸다는 건 가엔 이즈코(臥煙伊豆湖). 그녀와 괴이 이야기를 하던 중, 가엔 이즈코는 괴이의 피해를 막기 위해서는 코요미의 움직임을 멈출 필요가 있다고 한다. 이즈코가 코요미에게 향한 것은, 진짜 "괴이 살인"이라 불리는 검이었다.

## 등장 캐릭터
아라라기 코요미 (阿良々木 暦)
본작의 주인공. 사립 나오에츠 고등학교에 다니고 있는 3학년의 남자. 봄 방학에 흡혈귀의 체질을 가지게 되고, 괴이와 어쩔 수 없이 관계되게 된다.
하네카와 츠바사 (羽川 翼)
제 1화 "코요미 스톤"에서 불가사의한 돌의 이야기를 한 소녀. 나오에츠 고등학교의 삼학년으로, 코요미와 같은 반이며, 위원장이다. 고등학생 답지 않게 박식하지만 "뭐든지는 알지 못해" 같이 겸손하게 말한다.
오시노 메메 (忍野 メメ)
괴이 전문가. 학원 터에서 머무르고 있고, 괴이담을 수집하고 원하는 사람에게 팔아 생계를 유지하고 있다. 또, 괴이에게 홀린 사람의 상담을 응하고 요금을 받고 있다.
센조가하라 히타기 (戦場ヶ原 ひたぎ)
제 2화 "코요미 플라워"에서 무서운 꽃에 관한 이야기를 한 소녀. 나오에츠 고등학교의 삼학년으로, 5월부터 코요미의 연인으로 사귀게 된다. 그러나 코요미에게는 어디에도 없는 독설가.
하치쿠지 마요이 (八九寺 真宵)
제 3화 "코요미 샌드"에서 불가사의한 모래 이야기를 한 소녀. 초등학교 5학년으로, 달력의 좋은 말동무. 팔월에 코요미에게 작별을 고하고 사라졌다.
칸바루 스루가 (神原 駿河)
제 4화 "코요미 워터"에서 불가사의한 물의 이야기를 한 소녀. 나오에츠 고등학교의 2학년으로 코요미의 후배. 전 농구부의 주장이며 스포츠가 특기.
센고쿠 나데코 (千石 撫子)
제 5화 "코요미 윈드"에서 불가사의한 주술을 유포한 수수께끼에 대해서 함께 생각한 소녀. 중학교 2학년으로 코요미의 여동생의 친구.
카이키 데이슈 (貝木 泥舟)
불길한 주술로 사기를 치고 있던 남자. 나데코는 그 주술의 피해자.
아라라기 카렌 (阿良々木 火憐)
제 6화 "코요미 트리"에서 불가사의한 나무 이야기를 한 소녀. 중학교 3학년으로 코요미의 여동생. 가라테 도장에 다니고 있다.
아라라기 츠키히 (阿良々木 月火)
제 7화 "코요미 티"에서 다도부에 떠다니는 소문의 이야기를 한 소녀. 중학교 2학년이며, 코요미와 카렌의 여동생. 머리카락을 자주 바꾸고, 10월에는 트윈 테일로 바꾸었다.
오시노 오우기 (忍野 扇)
제 8화 "코요미 마운틴"에서 산정의 신사의 불가사의한 이야기를 한 나오에츠 고등학교에 다니는 1학년의 소녀로, 코요미의 후배. 오시노 메메의 조카이다.
오시노 시노부 (忍野 忍)
제 9화 "코요미 토러스"에서 도넛의 수수께끼 놀이를 한 어린 여자 아이. 원래 이름은 키스숏 아세로라오리온 하트언더블레이드이다. 600세의 흡혈귀이지만, 힘을 잃어, 코요미의 종복이 되어 있다.
오노노키 요츠기 (斧乃木 余接)
제 10화 "코요미 시드"에서 코요미에게 찾는 것을 부탁한 여자. 카게누이 요즈루의 식신으로 코요미를 손가락 하나로 지탱할 수 있다.
카게누이 요즈루 (影縫 余弦)
제 11화 "코요미 낫싱"에서 코요미와 싸운 여성. 불사신 괴이의 전문가로 엄청난 전투 능력을 가지고 있다.
가엔 이즈코 (臥煙 伊豆湖)
제 12화 "코요미 데드"에서 코요미를 죽게 한 여성. 괴이 전문가의 책임자로 "나는 뭐든지 알고 있다"고 서슴없이 말한다.

## 관련 상품
코요미모노가타리 풀 컬러 포스트 카드 세트
2013년 6월 21일 발매. "코요미모노가타리"의 삽화에 사용된 VOFAN이 그린 12장의 일러스트를 사용한 포스트 카드 세트. 원작에서 삽화에는 흑백으로 수록되어 있지만, 이 상품은 풀 컬러이다. (ISBN 978-4-06-218448-9)

## 이야기 시리즈 공식 앱
2015년 12월 19일에 출시된 스마트폰 애플리케이션 "코요미모노가타리" 내에서 2016년 1월 9일부터 3월 27일까지 단편 애니메이션이 토요일 밤에 무료로 방영되었다.
원작과는 다르게, 「오와리모노가타리 (중) - 시노부 메일」의 방영 후에 방영된다.

### 스태프
- 원작 - 니시오 이신 "코요미모노가타리"
- 캐릭터 원안 - VOFAN
- 총감독 - 신보 아키유키
- 감독 - 이타무라 토모유키
- 시리즈 구성 - 토우 후야시, 신보 아키유키
- 캐릭터 디자인 - 와타나베 아키오
- 총작화감독 - 와타나베 아키오, 이와사키 타이스케, 니시자와 신야
- 미술감독 - 나이토 켄
- 색체설계 - 히비노 히토시, 와타나베 야스코
- 촬영감독 - 에가미 레이
- 편집 - 마츠바라 리에
- 음향감독 - 츠루오카 요타
- 음악 - 코사키 사토루
- 애니메이션 제작 - 샤프트

### 주제가
엔딩 테마 「whiz」
작사・작곡 - 와타나베 쇼 / 노래 - TrySail

### 각화 리스트
| 화수   | 원어 부제        | 번역 부제     | 각본                        | 그림 콘티                 | 연출                                                  | 작화감독                                                                  |
| ------ | ---------------- | ------------- | --------------------------- | ------------------------- | ----------------------------------------------------- | ------------------------------------------------------------------------- |
| 제1화  | こよみストーン   | 코요미 스톤   | 나카모토 무네마사(中本宗応) | 쿠사카와 케이조(草川啓造) | 이타무라 토모유키(板村智幸) 오오하시 카즈키(大橋一輝) | 이토 요시아키(伊藤良明) 시미즈 카츠스케(清水勝祐)                         |
| 제2화  | こよみフラワー   | 코요미 플라워 | 나카모토 무네마사(中本宗応) | 쿠사카와 케이조(草川啓造) | 이타무라 토모유키(板村智幸) 오오하시 카즈키(大橋一輝) | 사쿠라이 츠카사(櫻井司) 노미치 카요(野道佳代) 나카무라 마유미(中村真由美) |
| 제3화  | こよみサンド     | 코요미 샌드   | 키자와 유키토(木澤行人)     | 오오이시 미에(大石美絵)   | 스즈키 타쿠마(鈴木拓磨)                               | 타카하시 미키(高橋みき)                                                   |
| 제4화  | こよみウォーター | 코요미 워터   | 키자와 유키토(木澤行人)     | 오오이시 미에(大石美絵)   | 스즈키 타쿠마(鈴木拓磨)                               | 미야지마 히토시(宮嶋仁志) 야마자키 카츠유키(山崎克之) 시미즈 카츠스케     |
| 제5화  | こよみウインド   | 코요미 윈드   | 나카모토 무네마사           | 카즈이 히로코(数井浩子)   | 후카세 시게루(深瀬重)                                 | 미야지마 히토시 사쿠라이 츠카사                                           |
| 제6화  | こよみツリー     | 코요미 트리   | 나카모토 무네마사           | 카즈이 히로코(数井浩子)   | 후카세 시게루(深瀬重)                                 | 이토 요시아키 미야지마 히토시 사쿠라이 츠카사 나카무라 마유미             |
| 제7화  | こよみティー     | 코요미 티     | 키자와 유키토               | 오오이시 미에             | 토야마 소우(外山草)                                   | 치쿠야마 쇼우타(築山翔太) 타카노 아키히사(高野晃久) 시미즈 카츠스케       |
| 제8화  | こよみマウンテン | 코요미 마운틴 | 키자와 유키토               | 오오이시 미에             | 토야마 소우(外山草)                                   | 타카하시 미키 야마자키 카츠유키                                           |
| 제9화  | こよみトーラス   | 코요미 토러스 | 나카모토 무네마사           | 카즈이 히로코             | 아지키 케이(安食圭)                                   | 미야지마 히토시 아지키 케이                                               |
| 제10화 | こよみシード     | 코요미 시드   | 나카모토 무네마사           | 카즈이 히로코             | 아지키 케이(安食圭)                                   | 노미치 카요 아키바 토오루(秋葉徹)                                         |
| 제11화 | こよみナッシング | 코요미 낫싱   | 나카모토 무네마사           | 이타무라 토모유키         | 오카다 켄지로(岡田堅二朗)                             | 이토 요시아키 타카하시 미키 사쿠라이 츠카사                               |
| 제12화 | こよみデッド     | 코요미 데드   | 나카모토 무네마사           | 이타무라 토모유키         | 오카다 켄지로(岡田堅二朗)                             | 미야지마 히토시 야마자키 카츠유키 치쿠야마 쇼우타                         |

### 영상 소프트
2016년 6월 29일에 전 12화를 수록한 Blu-ray와 DVD가 발매될 예정이다.